# 竹山晴友
竹山 晴友（たけやま はるとも、1958年7月28日 - ）は、日本の空手家（極真カラテ三段）・元キックボクサー。鹿児島県奄美大島出身。極真会館出身で、現在は「龍魂会 竹山道場」の館長。

## 来歴

### 極真空手
20歳の時に上京し、極真会館総本部の内弟子（若獅子寮）となる。1980年に東京体育館で開催された第12回オープントーナメント全日本空手道選手権大会に茶帯で初出場し7位入賞。1981年の第13回全日本選手権7位、1982年の第14回全日本選手権5位、1983年の第15回全日本選手権3位と順位を上げた。2ヵ月後の翌1984年1月の第3回オープントーナメント全世界空手道選手権大会に出場。優勝候補の一人に挙げられた「人間風車」の異名を持つ身長197センチメートル・体重98キログラムの南アフリカのケニー・ウーテンボガードと対戦し、延長4回に及び死闘の末、惜敗した。同年秋に開催された第16回全日本空手道選手権で決勝で黒澤浩樹と対戦し、延長の末敗れ、準優勝。これがフルコンタクト空手の最後の試合となった。

### キックボクシング
極真会館を退館し、同館OBでキックボクサーだった大沢昇に「どうしてもムエタイと闘いたいのでキックボクシングを教えて欲しい」と弟子入りし、キックボクシングへ転向。1986年4月のデビュー戦から13連続KO勝ちをし、MA日本キックボクシング連盟ウェルター級新人王を獲得。そしてMA日本キックボクシング連盟ミドル級チャンピオンの座にもついた。タイ遠征も行い、ノップディに判定負けしたが、パーヤップやラクチャートなどのムエタイチャンピオンと対戦し、勝利。
1989年にキックボクシングを引退、結婚し神奈川県で暮していたが、東京都新小岩で空手教室・竹山道場を主宰している。但し竹山氏の体調不良などにより、事実上活動を停止している。

## 近況
引退後は東京都新小岩で竹山道場を主宰していたが、自身の体調不良と指導員不足により、長らく休止状態にあった。現在では、杉並区阿佐ヶ谷にて「龍魂会 竹山道場」として再開している。